# Sockbridge and Tirril
Sockbridge and Tirril – civil parish w Anglii, w Kumbrii, w dystrykcie (unitary authority) Westmorland and Furness. W 2011 roku civil parish liczyła 415 mieszkańców.